# Фугакс ет Баринеф
Фугакс ет Баринеф (фр. Fougax-et-Barrineuf) насеље је и општина у јужној Француској у региону Миди Пирене, у департману Арјеж која припада префектури Фоа.
По подацима из 2011. године у општини је живело 499 становника, а густина насељености је износила 15,85 становника/km². Општина се простире на површини од 31,48 km². Налази се на средњој надморској висини од 549 метара (максималној 1.120 m, а минималној 511 m).

## Демографија
| 1962. | 1968. | 1975. | 1982. | 1990. | 1999. | 2011. |
| ----- | ----- | ----- | ----- | ----- | ----- | ----- |
| 490   | 542   | 508   | 492   | 506   | 448   | 499   |

График промене броја становника у току последњих година